# Liste des héritiers du trône d'Espagne
Cet article donne la liste des héritiers du trône d'Espagne depuis la fondation du royaume d'Espagne en 1516. Les règles de succession incluent la primogéniture cognatique avec préférence masculine, même si la loi salique a été introduite entre 1713 et 1830 par la maison de Bourbon-Anjou. Les héritiers mâles portent le titre de prince des Asturies, créé en 1388 sur décision du roi Jean Ier de Castille en faveur du premier descendant du monarque, avec préférence masculine.

## Liste des héritiers par dynastie
Le nom de la dynastie indiqué se réfère au souverain alors en place. Les héritiers peuvent appartenir à d'autres dynasties.
Les héritiers qui sont montés par la suite sur le trône sont indiqués en gras.

### Maison de Trastamare (1516-1555)
Avec l'avènement de Jeanne Ire et de Charles Ier sur le trône d'Espagne le 14 mars 1516, la liste des héritiers des trônes d'Espagne et de Haute-Navarre se confond jusqu'à la dissolution du royaume de Haute-Navarre le 30 novembre 1833. La liste des héritiers des trônes d'Espagne et de Sardaigne se confond également à compter de cette date jusqu'à la déchéance de Philippe IV de Sardaigne le 13 août 1708.
| Héritier                                                             | Héritier    | Parenté avec le monarque | Devient héritier                  | Cesse d'être héritier               | Durée              | 2e dans l'ordre de succession parenté avec l'héritier, dates                  | Nom du monarque dates de règne            |
| Portrait                                                             | Nom         | Parenté avec le monarque | Devient héritier                  | Cesse d'être héritier               | Durée              | 2e dans l'ordre de succession parenté avec l'héritier, dates                  | Nom du monarque dates de règne            |
| -------------------------------------------------------------------- | ----------- | ------------------------ | --------------------------------- | ----------------------------------- | ------------------ | ----------------------------------------------------------------------------- | ----------------------------------------- |
|                                                                      | Charles Ier | fils                     | 14 mars 1516 avènement de sa mère | 12 avril 1555 devient seul monarque | 39 ans et 29 jours | Ferdinand, roi de Hongrie et de Bohême son frère (14 mars 1516 - 21 mai 1527) | Jeanne Ire (14 mars 1516 - 12 avril 1555) |
| Philippe, prince des Asturies son fils (21 mai 1527 - 12 avril 1555) | Charles Ier | fils                     | 14 mars 1516 avènement de sa mère | 12 avril 1555 devient seul monarque | 39 ans et 29 jours |                                                                               | Jeanne Ire (14 mars 1516 - 12 avril 1555) |

### Maison de Habsbourg (1516-1700)
Avec l'avènement de Philippe II sur le trône de Portugal le 12 septembre 1580, la liste des héritiers des trônes d'Espagne et de Portugal se confond jusqu'à la déchéance de Philippe III de Portugal le 1er décembre 1640. 
| Héritier | Héritier                                          | Parenté avec le monarque | Devient héritier                                               | Cesse d'être héritier                                                | Durée                       | 2e dans l'ordre de succession parenté avec l'héritier, dates                                     | Nom du monarque dates de règne                     |
| Portrait | Nom                                               | Parenté avec le monarque | Devient héritier                                               | Cesse d'être héritier                                                | Durée                       | 2e dans l'ordre de succession parenté avec l'héritier, dates                                     | Nom du monarque dates de règne                     |
| --- | ------------------------------------------------- | ------------------------ | -------------------------------------------------------------- | -------------------------------------------------------------------- | --------------------------- | ------------------------------------------------------------------------------------------------ | -------------------------------------------------- |
| | Ferdinand, roi de Hongrie et de Bohême            | frère                    | 14 mars 1516 avènement de son frère                            | 21 mai 1527 naissance de son neveu                                   | 11 ans, 2 mois et 7 jours   | Éléonore, reine de Portugal sa sœur (14 mars 1516 - 9 juillet 1526)                              | Charles Ier (14 mars 1516 - 16 janvier 1556)       |
| Élisabeth sa fille (9 juillet 1526 - 21 mai 1527) | Ferdinand, roi de Hongrie et de Bohême            | frère                    | 14 mars 1516 avènement de son frère                            | 21 mai 1527 naissance de son neveu                                   | 11 ans, 2 mois et 7 jours   |                                                                                                  | Charles Ier (14 mars 1516 - 16 janvier 1556)       |
| | Philippe, prince des Asturies futur Philippe II   | fils                     | 21 mai 1527 sa naissance                                       | 16 janvier 1556 son avènement                                        | 28 ans, 7 mois et 26 jours  | Ferdinand, roi de Hongrie et de Bohême son oncle (21 mai 1527 - 21 juin 1528)                    | Charles Ier (14 mars 1516 - 16 janvier 1556)       |
| Marie sa sœur (21 juin 1528 - 22 novembre 1529) | Philippe, prince des Asturies futur Philippe II   | fils                     | 21 mai 1527 sa naissance                                       | 16 janvier 1556 son avènement                                        | 28 ans, 7 mois et 26 jours  |                                                                                                  | Charles Ier (14 mars 1516 - 16 janvier 1556)       |
| Ferdinand son frère (22 novembre 1529 - 13 juillet 1530) | Philippe, prince des Asturies futur Philippe II   | fils                     | 21 mai 1527 sa naissance                                       | 16 janvier 1556 son avènement                                        | 28 ans, 7 mois et 26 jours  |                                                                                                  | Charles Ier (14 mars 1516 - 16 janvier 1556)       |
| Marie sa sœur (13 juillet 1530 - 19 octobre 1537) | Philippe, prince des Asturies futur Philippe II   | fils                     | 21 mai 1527 sa naissance                                       | 16 janvier 1556 son avènement                                        | 28 ans, 7 mois et 26 jours  |                                                                                                  | Charles Ier (14 mars 1516 - 16 janvier 1556)       |
| Jean son frère (19 octobre 1537 - 20 mars 1538) | Philippe, prince des Asturies futur Philippe II   | fils                     | 21 mai 1527 sa naissance                                       | 16 janvier 1556 son avènement                                        | 28 ans, 7 mois et 26 jours  |                                                                                                  | Charles Ier (14 mars 1516 - 16 janvier 1556)       |
| Marie sa sœur (20 mars 1538 - 8 juillet 1545) | Philippe, prince des Asturies futur Philippe II   | fils                     | 21 mai 1527 sa naissance                                       | 16 janvier 1556 son avènement                                        | 28 ans, 7 mois et 26 jours  |                                                                                                  | Charles Ier (14 mars 1516 - 16 janvier 1556)       |
| Charles son fils (8 juillet 1545 - 16 janvier 1556) | Philippe, prince des Asturies futur Philippe II   | fils                     | 21 mai 1527 sa naissance                                       | 16 janvier 1556 son avènement                                        | 28 ans, 7 mois et 26 jours  |                                                                                                  | Charles Ier (14 mars 1516 - 16 janvier 1556)       |
| | Charles, prince des Asturies                      | fils                     | 16 janvier 1556 avènement de son père                          | 24 juillet 1568 son décès                                            | 12 ans, 6 mois et 8 jours   | Marie, impératrice du Saint-Empire sa tante (16 janvier 1556 - 12 août 1566)                     | Philippe II (16 janvier 1556 - 13 septembre 1598)  |
| Isabelle-Claire-Eugénie sa demi-sœur (12 août 1566 - 24 juillet 1568) | Charles, prince des Asturies                      | fils                     | 16 janvier 1556 avènement de son père                          | 24 juillet 1568 son décès                                            | 12 ans, 6 mois et 8 jours   |                                                                                                  | Philippe II (16 janvier 1556 - 13 septembre 1598)  |
| | Isabelle-Claire-Eugénie                           | fille                    | 24 juillet 1568 décès de son demi-frère                        | 4 décembre 1571 naissance de son demi-frère                          | 3 ans, 4 mois et 10 jours   | Catherine-Michelle sa sœur                                                                       | Philippe II (16 janvier 1556 - 13 septembre 1598)  |
| | Ferdinand, prince des Asturies                    | fils                     | 4 décembre 1571 sa naissance                                   | 18 octobre 1578 son décès                                            | 6 ans, 10 mois et 14 jours  | Isabelle-Claire-Eugénie sa demi-sœur (4 décembre 1571 - 12 août 1573)                            | Philippe II (16 janvier 1556 - 13 septembre 1598)  |
| Charles son frère (12 août 1573 - 30 juin 1575) | Ferdinand, prince des Asturies                    | fils                     | 4 décembre 1571 sa naissance                                   | 18 octobre 1578 son décès                                            | 6 ans, 10 mois et 14 jours  |                                                                                                  | Philippe II (16 janvier 1556 - 13 septembre 1598)  |
| Isabelle-Claire-Eugénie sa demi-sœur (30 juin - 15 août 1575) | Ferdinand, prince des Asturies                    | fils                     | 4 décembre 1571 sa naissance                                   | 18 octobre 1578 son décès                                            | 6 ans, 10 mois et 14 jours  |                                                                                                  | Philippe II (16 janvier 1556 - 13 septembre 1598)  |
| Diègue son frère (15 août 1575 - 18 octobre 1578) | Ferdinand, prince des Asturies                    | fils                     | 4 décembre 1571 sa naissance                                   | 18 octobre 1578 son décès                                            | 6 ans, 10 mois et 14 jours  |                                                                                                  | Philippe II (16 janvier 1556 - 13 septembre 1598)  |
| | Diègue, prince des Asturies                       | fils                     | 18 octobre 1578 décès de son frère                             | 21 novembre 1582 son décès                                           | 4 ans, 1 mois et 3 jours    | Philippe son frère                                                                               | Philippe II (16 janvier 1556 - 13 septembre 1598)  |
| | Philippe, prince des Asturies futur Philippe III  | fils                     | 21 novembre 1582 décès de son frère                            | 13 septembre 1598 son avènement                                      | 15 ans, 9 mois et 23 jours  | Isabelle-Claire-Eugénie, souveraine des Pays-Bas sa demi-sœur                                    | Philippe II (16 janvier 1556 - 13 septembre 1598)  |
| | Isabelle-Claire-Eugénie, souveraine des Pays-Bas  | demi-sœur                | 13 septembre 1598 avènement de son demi-frère                  | 22 septembre 1601 naissance de sa nièce                              | 3 ans et 9 jours            | Philippe-Emmanuel de Savoie, prince de Piémont son neveu                                         | Philippe III (13 septembre 1598 - 31 mars 1621)    |
| | Anne                                              | fille                    | 22 septembre 1601 sa naissance                                 | 8 avril 1605 naissance de son frère                                  | 3 ans, 6 mois et 17 jours   | Isabelle-Claire-Eugénie, souveraine des Pays-Bas sa tante (22 septembre 1601 - 1er février 1603) | Philippe III (13 septembre 1598 - 31 mars 1621)    |
| Marie sa sœur (1er - 2 février 1603) | Anne                                              | fille                    | 22 septembre 1601 sa naissance                                 | 8 avril 1605 naissance de son frère                                  | 3 ans, 6 mois et 17 jours   |                                                                                                  | Philippe III (13 septembre 1598 - 31 mars 1621)    |
| Isabelle-Claire-Eugénie, souveraine des Pays-Bas sa tante (2 février 1603 - 8 avril 1605) | Anne                                              | fille                    | 22 septembre 1601 sa naissance                                 | 8 avril 1605 naissance de son frère                                  | 3 ans, 6 mois et 17 jours   |                                                                                                  | Philippe III (13 septembre 1598 - 31 mars 1621)    |
| | Philippe, prince des Asturies futur Philippe IV   | fils                     | 8 avril 1605 sa naissance                                      | 31 mars 1621 son avènement                                           | 15 ans, 11 mois et 23 jours | Anne sa sœur (8 avril 1605 - 15 septembre 1607)                                                  | Philippe III (13 septembre 1598 - 31 mars 1621)    |
| Charles son frère (15 septembre 1607 - 31 mars 1621) | Philippe, prince des Asturies futur Philippe IV   | fils                     | 8 avril 1605 sa naissance                                      | 31 mars 1621 son avènement                                           | 15 ans, 11 mois et 23 jours |                                                                                                  | Philippe III (13 septembre 1598 - 31 mars 1621)    |
| | Charles                                           | frère                    | 31 mars 1621 avènement de son frère                            | 14 août 1621 naissance de sa nièce                                   | 4 mois et 14 jours          | Ferdinand, archevêque de Tolède son frère                                                        | Philippe IV (31 mars 1621 - 17 septembre 1665)     |
| | Marie-Marguerite                                  | fille                    | 14 août 1621 sa naissance                                      | 15 août 1621 son décès                                               | 1 jour                      | Charles son oncle                                                                                | Philippe IV (31 mars 1621 - 17 septembre 1665)     |
| | Charles                                           | frère                    | 15 août 1621 décès de sa nièce                                 | 25 novembre 1623 naissance de sa nièce                               | 2 ans, 3 mois et 10 jours   | Ferdinand, archevêque de Tolède son frère                                                        | Philippe IV (31 mars 1621 - 17 septembre 1665)     |
| | Marguerite-Marie-Catherine                        | fille                    | 25 novembre 1623 sa naissance                                  | 22 décembre 1623 son décès                                           | 27 jours                    | Charles son oncle                                                                                | Philippe IV (31 mars 1621 - 17 septembre 1665)     |
| | Charles                                           | frère                    | 22 décembre 1623 décès de sa nièce                             | 21 novembre 1625 naissance de sa nièce                               | 1 an, 10 mois et 30 jours   | Ferdinand, archevêque de Tolède son frère                                                        | Philippe IV (31 mars 1621 - 17 septembre 1665)     |
| | Marie-Eugénie                                     | fille                    | 21 novembre 1625 sa naissance                                  | 21 août 1627 son décès                                               | 1 an et 9 mois              | Charles son oncle                                                                                | Philippe IV (31 mars 1621 - 17 septembre 1665)     |
| | Charles                                           | frère                    | 21 août 1627 décès de sa nièce                                 | 31 octobre 1627 naissance de sa nièce                                | 2 mois et 10 jours          | Ferdinand, archevêque de Tolède son frère                                                        | Philippe IV (31 mars 1621 - 17 septembre 1665)     |
| | Isabelle-Marie-Thérèse                            | fille                    | 31 octobre 1627 sa naissance                                   | 1er novembre 1627 son décès                                          | 1 jour                      | Charles son oncle                                                                                | Philippe IV (31 mars 1621 - 17 septembre 1665)     |
| | Charles                                           | frère                    | 1er novembre 1627 décès de sa nièce                            | 17 octobre 1629 naissance de son neveu                               | 1 an, 11 mois et 16 jours   | Ferdinand, archevêque de Tolède son frère                                                        | Philippe IV (31 mars 1621 - 17 septembre 1665)     |
| | Balthazar-Charles, prince des Asturies            | fils                     | 17 octobre 1629 sa naissance                                   | 9 octobre 1646 son décès                                             | 16 ans, 11 mois et 22 jours | Charles son oncle (17 octobre 1629 - 30 juillet 1632)                                            | Philippe IV (31 mars 1621 - 17 septembre 1665)     |
| Ferdinand, archevêque de Tolède son oncle (30 juillet 1632 - 12 mars 1634) | Balthazar-Charles, prince des Asturies            | fils                     | 17 octobre 1629 sa naissance                                   | 9 octobre 1646 son décès                                             | 16 ans, 11 mois et 22 jours |                                                                                                  | Philippe IV (31 mars 1621 - 17 septembre 1665)     |
| François-Ferdinand son frère (12 mars 1634) | Balthazar-Charles, prince des Asturies            | fils                     | 17 octobre 1629 sa naissance                                   | 9 octobre 1646 son décès                                             | 16 ans, 11 mois et 22 jours |                                                                                                  | Philippe IV (31 mars 1621 - 17 septembre 1665)     |
| Ferdinand, archevêque de Tolède son oncle (12 mars 1634 - 17 janvier 1636) | Balthazar-Charles, prince des Asturies            | fils                     | 17 octobre 1629 sa naissance                                   | 9 octobre 1646 son décès                                             | 16 ans, 11 mois et 22 jours |                                                                                                  | Philippe IV (31 mars 1621 - 17 septembre 1665)     |
| Marie-Anne sa sœur (17 janvier - 5 décembre 1636) | Balthazar-Charles, prince des Asturies            | fils                     | 17 octobre 1629 sa naissance                                   | 9 octobre 1646 son décès                                             | 16 ans, 11 mois et 22 jours |                                                                                                  | Philippe IV (31 mars 1621 - 17 septembre 1665)     |
| Ferdinand, archevêque de Tolède son oncle (5 décembre 1636 - 10 septembre 1638) | Balthazar-Charles, prince des Asturies            | fils                     | 17 octobre 1629 sa naissance                                   | 9 octobre 1646 son décès                                             | 16 ans, 11 mois et 22 jours |                                                                                                  | Philippe IV (31 mars 1621 - 17 septembre 1665)     |
| Marie-Thérèse sa sœur (10 septembre 1638 - 9 octobre 1646) | Balthazar-Charles, prince des Asturies            | fils                     | 17 octobre 1629 sa naissance                                   | 9 octobre 1646 son décès                                             | 16 ans, 11 mois et 22 jours |                                                                                                  | Philippe IV (31 mars 1621 - 17 septembre 1665)     |
| | Marie-Thérèse                                     | fille                    | 9 octobre 1646 décès de son frère                              | 28 novembre 1657 naissance de son demi-frère                         | 11 ans, 1 mois et 19 jours  | Ferdinand, roi de Germanie son cousin (9 octobre 1646 - 12 juillet 1651)                         | Philippe IV (31 mars 1621 - 17 septembre 1665)     |
| Marguerite-Thérèse sa demi-sœur (12 juillet 1651 - 28 novembre 1657) | Marie-Thérèse                                     | fille                    | 9 octobre 1646 décès de son frère                              | 28 novembre 1657 naissance de son demi-frère                         | 11 ans, 1 mois et 19 jours  |                                                                                                  | Philippe IV (31 mars 1621 - 17 septembre 1665)     |
| | Philippe-Prosper, prince des Asturies             | fils                     | 28 novembre 1657 sa naissance                                  | 1er novembre 1661 son décès                                          | 3 ans, 11 mois et 4 jours   | Marie-Thérèse sa demi-sœur (28 novembre 1657 - 23 décembre 1658)                                 | Philippe IV (31 mars 1621 - 17 septembre 1665)     |
| Ferdinand-Thomas-Charles son frère (23 décembre 1658 - 22 octobre 1659) | Philippe-Prosper, prince des Asturies             | fils                     | 28 novembre 1657 sa naissance                                  | 1er novembre 1661 son décès                                          | 3 ans, 11 mois et 4 jours   |                                                                                                  | Philippe IV (31 mars 1621 - 17 septembre 1665)     |
| Marie-Thérèse sa demi-sœur (22 octobre 1659 - 9 juin 1660) | Philippe-Prosper, prince des Asturies             | fils                     | 28 novembre 1657 sa naissance                                  | 1er novembre 1661 son décès                                          | 3 ans, 11 mois et 4 jours   |                                                                                                  | Philippe IV (31 mars 1621 - 17 septembre 1665)     |
| succession incertaine (9 juin 1660 - 1er novembre 1661) | Philippe-Prosper, prince des Asturies             | fils                     | 28 novembre 1657 sa naissance                                  | 1er novembre 1661 son décès                                          | 3 ans, 11 mois et 4 jours   |                                                                                                  | Philippe IV (31 mars 1621 - 17 septembre 1665)     |
| Succession incertaine (1er novembre 1661 - 16 novembre 1700) : pour la maison capétienne de Bourbon, qui tenait la renonciation de Marie-Thérèse au trône d'Espagne en 1660 comme nulle et s'appuyait sur le testament de Charles II, la succession s'établissait comme suit      |                                                   |                          |                                                                |                                                                      |                             |                                                                                                  |                                                    |
| | Marie-Thérèse, reine de France                    | fille                    | 1er novembre 1661 décès de son demi-frère                      | 6 novembre 1661 naissance de son demi-frère                          | 5 jours                     | Louis, dauphin de France son fils                                                                | Philippe IV (31 mars 1621 - 17 septembre 1665)     |
| | Charles, prince des Asturies futur Charles II     | fils                     | 6 novembre 1661 sa naissance                                   | 17 septembre 1665 son avènement                                      | 3 ans, 10 mois et 11 jours  | Marie-Thérèse, reine de France sa demi-sœur                                                      | Philippe IV (31 mars 1621 - 17 septembre 1665)     |
| | Marie-Thérèse, reine de France                    | demi-sœur                | 17 septembre 1665 avènement de son demi-frère                  | 30 juillet 1683 son décès                                            | 17 ans, 10 mois et 13 jours | Louis, dauphin de France son fils                                                                | Charles II (17 septembre 1665 - 1er novembre 1700) |
| | Louis, dauphin de France                          | neveu                    | 30 juillet 1683 décès de sa mère                               | 2 octobre 1700 exclu de la succession par le testament de Charles II | 17 ans, 2 mois et 2 jours   | Louis, duc de Bourgogne son fils                                                                 | Charles II (17 septembre 1665 - 1er novembre 1700) |
| | Philippe, duc d'Anjou futur Philippe V            | petit-neveu              | 2 octobre 1700 désigné héritier par le testament de Charles II | 16 novembre 1700 son avènement                                       | 1 mois et 14 jours          | Charles, duc de Berry son frère                                                                  | Charles II (17 septembre 1665 - 1er novembre 1700) |
| Succession incertaine (1er novembre 1661 - 16 novembre 1700) : pour la maison de Habsbourg d'Autriche, qui tenait la renonciation de Marie-Thérèse au trône d'Espagne en 1660 comme valable et s'appuyait sur le testament de Philippe IV, la succession s'établissait comme suit |                                                   |                          |                                                                |                                                                      |                             |                                                                                                  |                                                    |
| | Marguerite-Thérèse                                | fille                    | 1er novembre 1661 décès de son frère                           | 6 novembre 1661 naissance de son frère                               | 5 jours                     | Léopold, empereur du Saint-Empire son cousin                                                     | Philippe IV (31 mars 1621 - 17 septembre 1665)     |
| | Charles, prince des Asturies futur Charles II     | fils                     | 6 novembre 1661 sa naissance                                   | 17 septembre 1665 son avènement                                      | 3 ans, 10 mois et 11 jours  | Marguerite-Thérèse sa sœur                                                                       | Philippe IV (31 mars 1621 - 17 septembre 1665)     |
| | Marguerite-Thérèse, impératrice du Saint-Empire   | sœur                     | 17 septembre 1665 avènement de son frère                       | 12 mars 1673 son décès                                               | 7 ans, 5 mois et 23 jours   | Léopold, empereur du Saint-Empire son cousin (17 septembre 1665 - 28 septembre 1667)             | Charles II (17 septembre 1665 - 1er novembre 1700) |
| Ferdinand-Venceslas d'Autriche son fils (28 septembre 1667 - 13 janvier 1668) | Marguerite-Thérèse, impératrice du Saint-Empire   | sœur                     | 17 septembre 1665 avènement de son frère                       | 12 mars 1673 son décès                                               | 7 ans, 5 mois et 23 jours   |                                                                                                  | Charles II (17 septembre 1665 - 1er novembre 1700) |
| Léopold, empereur du Saint-Empire son cousin (13 janvier 1668 - 18 janvier 1669) | Marguerite-Thérèse, impératrice du Saint-Empire   | sœur                     | 17 septembre 1665 avènement de son frère                       | 12 mars 1673 son décès                                               | 7 ans, 5 mois et 23 jours   |                                                                                                  | Charles II (17 septembre 1665 - 1er novembre 1700) |
| Marie-Antoinette d'Autriche sa fille (18 janvier 1669 - 20 février 1670) | Marguerite-Thérèse, impératrice du Saint-Empire   | sœur                     | 17 septembre 1665 avènement de son frère                       | 12 mars 1673 son décès                                               | 7 ans, 5 mois et 23 jours   |                                                                                                  | Charles II (17 septembre 1665 - 1er novembre 1700) |
| Jean-Léopold d'Autriche (20 février 1670) | Marguerite-Thérèse, impératrice du Saint-Empire   | sœur                     | 17 septembre 1665 avènement de son frère                       | 12 mars 1673 son décès                                               | 7 ans, 5 mois et 23 jours   |                                                                                                  | Charles II (17 septembre 1665 - 1er novembre 1700) |
| Marie-Antoinette d'Autriche sa fille (20 février 1670 - 12 mars 1673) | Marguerite-Thérèse, impératrice du Saint-Empire   | sœur                     | 17 septembre 1665 avènement de son frère                       | 12 mars 1673 son décès                                               | 7 ans, 5 mois et 23 jours   |                                                                                                  | Charles II (17 septembre 1665 - 1er novembre 1700) |
| | Marie-Antoinette d'Autriche, électrice de Bavière | nièce                    | 12 mars 1673 décès de sa mère                                  | 24 décembre 1692 son décès                                           | 19 ans, 9 mois et 12 jours  | Léopold, empereur du Saint-Empire son père (12 mars 1673 - 22 mai 1689)                          | Charles II (17 septembre 1665 - 1er novembre 1700) |
| Léopold-Ferdinand de Bavière son fils (22 mai 1689) | Marie-Antoinette d'Autriche, électrice de Bavière | nièce                    | 12 mars 1673 décès de sa mère                                  | 24 décembre 1692 son décès                                           | 19 ans, 9 mois et 12 jours  |                                                                                                  | Charles II (17 septembre 1665 - 1er novembre 1700) |
| Léopold, empereur du Saint-Empire son père (22 mai 1689 - 19 novembre 1690) | Marie-Antoinette d'Autriche, électrice de Bavière | nièce                    | 12 mars 1673 décès de sa mère                                  | 24 décembre 1692 son décès                                           | 19 ans, 9 mois et 12 jours  |                                                                                                  | Charles II (17 septembre 1665 - 1er novembre 1700) |
| Antoine de Bavière son fils (19 novembre 1690) | Marie-Antoinette d'Autriche, électrice de Bavière | nièce                    | 12 mars 1673 décès de sa mère                                  | 24 décembre 1692 son décès                                           | 19 ans, 9 mois et 12 jours  |                                                                                                  | Charles II (17 septembre 1665 - 1er novembre 1700) |
| Léopold, empereur du Saint-Empire son père (19 novembre 1690 - 28 octobre 1692) | Marie-Antoinette d'Autriche, électrice de Bavière | nièce                    | 12 mars 1673 décès de sa mère                                  | 24 décembre 1692 son décès                                           | 19 ans, 9 mois et 12 jours  |                                                                                                  | Charles II (17 septembre 1665 - 1er novembre 1700) |
| Joseph-Ferdinand de Bavière son fils (28 octobre - 24 décembre 1692) | Marie-Antoinette d'Autriche, électrice de Bavière | nièce                    | 12 mars 1673 décès de sa mère                                  | 24 décembre 1692 son décès                                           | 19 ans, 9 mois et 12 jours  |                                                                                                  | Charles II (17 septembre 1665 - 1er novembre 1700) |
| | Joseph-Ferdinand de Bavière, prince des Asturies  | petit-neveu              | 24 décembre 1692 décès de sa mère                              | 6 février 1699 son décès                                             | 6 ans, 1 mois et 13 jours   | Léopold, empereur du Saint-Empire son grand-père                                                 | Charles II (17 septembre 1665 - 1er novembre 1700) |
| | Léopold, empereur du Saint-Empire                 | cousin                   | 6 février 1699 décès de son petit-fils                         | 16 novembre 1700 avènement de Philippe V                             | 1 an, 9 mois et 10 jours    | Joseph, roi des Romains son fils                                                                 | Charles II (17 septembre 1665 - 1er novembre 1700) |

### Maison capétienne de Bourbon-Anjou (1700-1808)
Par la Pragmatique Sanction du 10 mai 1713, Philippe V instaure la loi salique, et exclut les femmes et leurs descendants de la succession au trône.
| Héritier                                                                | Héritier                                           | Parenté avec le monarque                  | Devient héritier                           | Cesse d'être héritier                       | Durée                                          | 2e dans l'ordre de succession parenté avec l'héritier, dates            | Nom du monarque dates de règne                 |
| Portrait                                                                | Nom                                                | Parenté avec le monarque                  | Devient héritier                           | Cesse d'être héritier                       | Durée                                          | 2e dans l'ordre de succession parenté avec l'héritier, dates            | Nom du monarque dates de règne                 |
| ----------------------------------------------------------------------- | -------------------------------------------------- | ----------------------------------------- | ------------------------------------------ | ------------------------------------------- | ---------------------------------------------- | ----------------------------------------------------------------------- | ---------------------------------------------- |
|                                                                         | Charles, duc de Berry                              | frère                                     | 16 novembre 1700 avènement de son frère    | 25 août 1707 naissance de son neveu         | 6 ans, 9 mois et 9 jours                       | aucun                                                                   | Philippe V (16 novembre 1700 - 9 juillet 1746) |
|                                                                         | Louis, prince des Asturies futur Louis Ier         | fils                                      | 25 août 1707 sa naissance                  | 15 janvier 1724 son avènement               | 16 ans, 4 mois et 21 jours                     | Charles, duc de Berry son oncle (25 août 1707 - 2 juillet 1709)         | Philippe V (16 novembre 1700 - 9 juillet 1746) |
| Philippe son frère (2 - 18 juillet 1709)                                | Louis, prince des Asturies futur Louis Ier         | fils                                      | 25 août 1707 sa naissance                  | 15 janvier 1724 son avènement               | 16 ans, 4 mois et 21 jours                     |                                                                         | Philippe V (16 novembre 1700 - 9 juillet 1746) |
| Charles, duc de Berry son oncle (18 juillet 1709 - 7 juin 1712)         | Louis, prince des Asturies futur Louis Ier         | fils                                      | 25 août 1707 sa naissance                  | 15 janvier 1724 son avènement               | 16 ans, 4 mois et 21 jours                     |                                                                         | Philippe V (16 novembre 1700 - 9 juillet 1746) |
| Philippe son frère (7 juin 1712 - 29 décembre 1719)                     | Louis, prince des Asturies futur Louis Ier         | fils                                      | 25 août 1707 sa naissance                  | 15 janvier 1724 son avènement               | 16 ans, 4 mois et 21 jours                     |                                                                         | Philippe V (16 novembre 1700 - 9 juillet 1746) |
| Ferdinand son frère (29 décembre 1719 - 15 janvier 1724)                | Louis, prince des Asturies futur Louis Ier         | fils                                      | 25 août 1707 sa naissance                  | 15 janvier 1724 son avènement               | 16 ans, 4 mois et 21 jours                     |                                                                         | Philippe V (16 novembre 1700 - 9 juillet 1746) |
|                                                                         | Ferdinand, prince des Asturies futur Ferdinand VI  | frère                                     | 15 janvier 1724 avènement de son frère     | 6 septembre 1724 restauration de Philippe V | 7 mois et 22 jours                             | Charles, roi de Naples son demi-frère                                   | Louis Ier (15 janvier - 31 août 1724)          |
| fils                                                                    | Ferdinand, prince des Asturies futur Ferdinand VI  | 6 septembre 1724 restauration de son père | 9 juillet 1746 son avènement               | 21 ans, 10 mois et 3 jours                  | Philippe V (6 septembre 1724 - 9 juillet 1746) | Charles, roi de Naples son demi-frère                                   |                                                |
|                                                                         | Charles, roi de Naples futur Charles III           | demi-frère                                | 9 juillet 1746 avènement de son demi-frère | 10 août 1759 son avènement                  | 13 ans, 1 mois et 1 jour                       | Philippe, comte de Chinchón son frère (9 juillet 1746 - 13 juin 1747)   | Ferdinand VI (9 juillet 1746 - 10 août 1759)   |
| Philippe-Antoine, duc de Calabre son fils (13 juin 1747 - 10 août 1759) | Charles, roi de Naples futur Charles III           | demi-frère                                | 9 juillet 1746 avènement de son demi-frère | 10 août 1759 son avènement                  | 13 ans, 1 mois et 1 jour                       |                                                                         | Ferdinand VI (9 juillet 1746 - 10 août 1759)   |
|                                                                         | Philippe-Antoine, duc de Calabre                   | fils                                      | 10 août 1759 avènement de son père         | 5 octobre 1759 exclu de la succession       | 1 mois et 25 jours                             | Charles, prince de Tarente son frère                                    | Charles III (10 août 1759 - 14 décembre 1788)  |
|                                                                         | Charles, prince des Asturies futur Charles IV      | fils                                      | 5 octobre 1759 désigné héritier            | 14 décembre 1788 son avènement              | 29 ans, 2 mois et 9 jours                      | Ferdinand, roi de Naples son frère (5 octobre 1759 - 19 septembre 1771) | Charles III (10 août 1759 - 14 décembre 1788)  |
| Charles-Clément son fils (19 septembre 1771 - 7 mars 1774)              | Charles, prince des Asturies futur Charles IV      | fils                                      | 5 octobre 1759 désigné héritier            | 14 décembre 1788 son avènement              | 29 ans, 2 mois et 9 jours                      |                                                                         | Charles III (10 août 1759 - 14 décembre 1788)  |
| Ferdinand, roi de Naples son frère (7 mars 1774 - 5 mars 1780)          | Charles, prince des Asturies futur Charles IV      | fils                                      | 5 octobre 1759 désigné héritier            | 14 décembre 1788 son avènement              | 29 ans, 2 mois et 9 jours                      |                                                                         | Charles III (10 août 1759 - 14 décembre 1788)  |
| Charles-Dominique son fils (5 mars 1780 - 11 juin 1783)                 | Charles, prince des Asturies futur Charles IV      | fils                                      | 5 octobre 1759 désigné héritier            | 14 décembre 1788 son avènement              | 29 ans, 2 mois et 9 jours                      |                                                                         | Charles III (10 août 1759 - 14 décembre 1788)  |
| Ferdinand, roi de Naples son frère (11 juin - 5 septembre 1783)         | Charles, prince des Asturies futur Charles IV      | fils                                      | 5 octobre 1759 désigné héritier            | 14 décembre 1788 son avènement              | 29 ans, 2 mois et 9 jours                      |                                                                         | Charles III (10 août 1759 - 14 décembre 1788)  |
| Charles-François son fils (5 septembre 1783 - 11 novembre 1784)         | Charles, prince des Asturies futur Charles IV      | fils                                      | 5 octobre 1759 désigné héritier            | 14 décembre 1788 son avènement              | 29 ans, 2 mois et 9 jours                      |                                                                         | Charles III (10 août 1759 - 14 décembre 1788)  |
| Ferdinand son fils (11 novembre 1784 - 14 décembre 1788)                | Charles, prince des Asturies futur Charles IV      | fils                                      | 5 octobre 1759 désigné héritier            | 14 décembre 1788 son avènement              | 29 ans, 2 mois et 9 jours                      |                                                                         | Charles III (10 août 1759 - 14 décembre 1788)  |
|                                                                         | Ferdinand, prince des Asturies futur Ferdinand VII | fils                                      | 14 décembre 1788 avènement de son père     | 19 mars 1808 son avènement                  | 19 ans, 3 mois et 5 jours                      | Charles son frère                                                       | Charles IV (14 décembre 1788 - 19 mars 1808)   |
|                                                                         | Charles                                            | frère                                     | 19 mars 1808 avènement de son frère        | 6 mai 1808 abdication de Ferdinand VII      | 1 mois et 17 jours                             | François son frère                                                      | Ferdinand VII (19 mars - 6 mai 1808)           |

### Maison Bonaparte (1808-1813)
| Héritière | Héritière         | Parenté avec le monarque | Devient héritière                 | Cesse d'être héritière                    | Durée                    | 2e dans l'ordre de succession parenté avec l'héritier, dates | Nom du monarque dates de règne              |
| Portrait  | Nom               | Parenté avec le monarque | Devient héritière                 | Cesse d'être héritière                    | Durée                    | 2e dans l'ordre de succession parenté avec l'héritier, dates | Nom du monarque dates de règne              |
| --------- | ----------------- | ------------------------ | --------------------------------- | ----------------------------------------- | ------------------------ | ------------------------------------------------------------ | ------------------------------------------- |
|           | Zénaïde Bonaparte | fille                    | 6 juin 1808 avènement de son père | 11 décembre 1813 abdication de Joseph Ier | 5 ans, 6 mois et 5 jours | Charlotte Bonaparte sa sœur                                  | Joseph Ier (6 juin 1808 - 11 décembre 1813) |

### Maison capétienne de Bourbon-Anjou (1813-1868)
Par la Pragmatique Sanction du 29 mars 1830, Ferdinand VII abolit la loi salique, et restaure les femmes et leurs descendants dans la succession au trône.
| Héritier                                                                                 | Héritier                                            | Parenté avec le monarque | Devient héritier                           | Cesse d'être héritier                     | Durée                      | 2e dans l'ordre de succession parenté avec l'héritier, dates                          | Nom du monarque dates de règne                       |
| Portrait                                                                                 | Nom                                                 | Parenté avec le monarque | Devient héritier                           | Cesse d'être héritier                     | Durée                      | 2e dans l'ordre de succession parenté avec l'héritier, dates                          | Nom du monarque dates de règne                       |
| ---------------------------------------------------------------------------------------- | --------------------------------------------------- | ------------------------ | ------------------------------------------ | ----------------------------------------- | -------------------------- | ------------------------------------------------------------------------------------- | ---------------------------------------------------- |
|                                                                                          | Charles                                             | frère                    | 11 décembre 1813 restauration de son frère | 10 octobre 1830 naissance de sa nièce     | 16 ans, 9 mois et 29 jours | François son frère (11 décembre 1813 - 31 janvier 1818)                               | Ferdinand VII (11 décembre 1813 - 29 septembre 1833) |
| Charles son fils (31 janvier 1818 - 10 octobre 1830)                                     | Charles                                             | frère                    | 11 décembre 1813 restauration de son frère | 10 octobre 1830 naissance de sa nièce     | 16 ans, 9 mois et 29 jours |                                                                                       | Ferdinand VII (11 décembre 1813 - 29 septembre 1833) |
|                                                                                          | Isabelle, princesse des Asturies future Isabelle II | fille                    | 10 octobre 1830 sa naissance               | 29 septembre 1833 son avènement           | 2 ans, 11 mois et 19 jours | Charles son oncle (10 octobre 1830 - 30 janvier 1832)                                 | Ferdinand VII (11 décembre 1813 - 29 septembre 1833) |
| Louise-Fernande sa sœur (30 janvier 1832 - 29 septembre 1833)                            | Isabelle, princesse des Asturies future Isabelle II | fille                    | 10 octobre 1830 sa naissance               | 29 septembre 1833 son avènement           | 2 ans, 11 mois et 19 jours |                                                                                       | Ferdinand VII (11 décembre 1813 - 29 septembre 1833) |
|                                                                                          | Louise-Fernande, duchesse de Montpensier            | sœur                     | 29 septembre 1833 avènement de sa sœur     | 20 mai 1849 naissance de son neveu        | 15 ans, 7 mois et 21 jours | Charles, comte de Molina son oncle (29 septembre 1833 - 21 septembre 1848)            | Isabelle II (29 septembre 1833 - 30 septembre 1868)  |
| Marie-Isabelle d'Orléans sa fille (21 septembre 1848 - 20 mai 1849)                      | Louise-Fernande, duchesse de Montpensier            | sœur                     | 29 septembre 1833 avènement de sa sœur     | 20 mai 1849 naissance de son neveu        | 15 ans, 7 mois et 21 jours |                                                                                       | Isabelle II (29 septembre 1833 - 30 septembre 1868)  |
|                                                                                          | Louis                                               | fils                     | 20 mai 1849 sa naissance                   | 20 mai 1849 son décès                     | moins d’un jour            | Louise-Fernande, duchesse de Montpensier sa tante                                     | Isabelle II (29 septembre 1833 - 30 septembre 1868)  |
|                                                                                          | Louise-Fernande, duchesse de Montpensier            | sœur                     | 20 mai 1849 décès de son neveu             | 12 juillet 1850 naissance de son neveu    | 1 an, 1 mois et 22 jours   | Marie-Isabelle d'Orléans sa fille                                                     | Isabelle II (29 septembre 1833 - 30 septembre 1868)  |
|                                                                                          | Ferdinand                                           | fils                     | 12 juillet 1850 sa naissance               | 12 juillet 1850 son décès                 | moins d’un jour            | Louise-Fernande, duchesse de Montpensier sa tante                                     | Isabelle II (29 septembre 1833 - 30 septembre 1868)  |
|                                                                                          | Louise-Fernande, duchesse de Montpensier            | sœur                     | 12 juillet 1850 décès de son neveu         | 20 décembre 1851 naissance de sa nièce    | 1 an, 5 mois et 8 jours    | Marie-Isabelle d'Orléans sa fille                                                     | Isabelle II (29 septembre 1833 - 30 septembre 1868)  |
|                                                                                          | Isabelle, princesse des Asturies                    | fille                    | 20 décembre 1851 sa naissance              | 21 décembre 1856 naissance de son frère   | 5 ans et 1 jour            | Louise-Fernande, duchesse de Montpensier sa tante (20 décembre 1851 - 5 janvier 1854) | Isabelle II (29 septembre 1833 - 30 septembre 1868)  |
| Marie-Christine sa sœur (5 - 8 janvier 1854)                                             | Isabelle, princesse des Asturies                    | fille                    | 20 décembre 1851 sa naissance              | 21 décembre 1856 naissance de son frère   | 5 ans et 1 jour            |                                                                                       | Isabelle II (29 septembre 1833 - 30 septembre 1868)  |
| Louise-Fernande, duchesse de Montpensier sa tante (8 janvier 1854 - 23 septembre 1855)   | Isabelle, princesse des Asturies                    | fille                    | 20 décembre 1851 sa naissance              | 21 décembre 1856 naissance de son frère   | 5 ans et 1 jour            |                                                                                       | Isabelle II (29 septembre 1833 - 30 septembre 1868)  |
| Marguerite sa sœur (23 - 24 septembre 1855)                                              | Isabelle, princesse des Asturies                    | fille                    | 20 décembre 1851 sa naissance              | 21 décembre 1856 naissance de son frère   | 5 ans et 1 jour            |                                                                                       | Isabelle II (29 septembre 1833 - 30 septembre 1868)  |
| Louise-Fernande, duchesse de Montpensier sa tante (24 septembre 1855 - 21 décembre 1856) | Isabelle, princesse des Asturies                    | fille                    | 20 décembre 1851 sa naissance              | 21 décembre 1856 naissance de son frère   | 5 ans et 1 jour            |                                                                                       | Isabelle II (29 septembre 1833 - 30 septembre 1868)  |
|                                                                                          | François                                            | fils                     | 21 décembre 1856 sa naissance              | 21 décembre 1856 son décès                | moins d’un jour            | Isabelle sa sœur                                                                      | Isabelle II (29 septembre 1833 - 30 septembre 1868)  |
|                                                                                          | Isabelle, princesse des Asturies                    | fille                    | 21 décembre 1856 décès de son frère        | 28 novembre 1857 naissance de son frère   | 11 mois et 7 jours         | Louise-Fernande, duchesse de Montpensier sa tante                                     | Isabelle II (29 septembre 1833 - 30 septembre 1868)  |
|                                                                                          | Alphonse, prince des Asturies futur Alphonse XII    | fils                     | 28 novembre 1857 sa naissance              | 30 septembre 1868 déchéance d'Isabelle II | 10 ans, 10 mois et 2 jours | Isabelle sa sœur (28 novembre 1857 - 24 janvier 1866)                                 | Isabelle II (29 septembre 1833 - 30 septembre 1868)  |
| François son frère (24 janvier - 14 février 1866)                                        | Alphonse, prince des Asturies futur Alphonse XII    | fils                     | 28 novembre 1857 sa naissance              | 30 septembre 1868 déchéance d'Isabelle II | 10 ans, 10 mois et 2 jours |                                                                                       | Isabelle II (29 septembre 1833 - 30 septembre 1868)  |
| Isabelle, comtesse de Girgenti sa sœur (14 février 1866 - 30 septembre 1868)             | Alphonse, prince des Asturies futur Alphonse XII    | fils                     | 28 novembre 1857 sa naissance              | 30 septembre 1868 déchéance d'Isabelle II | 10 ans, 10 mois et 2 jours |                                                                                       | Isabelle II (29 septembre 1833 - 30 septembre 1868)  |

### Maison de Savoie-Aoste (1870-1873)
| Héritier                                                       | Héritier                                          | Parenté avec le monarque | Devient héritier                       | Cesse d'être héritier                                  | Durée                     | 2e dans l'ordre de succession parenté avec l'héritier, dates | Nom du monarque dates de règne                  |
| Portrait                                                       | Nom                                               | Parenté avec le monarque | Devient héritier                       | Cesse d'être héritier                                  | Durée                     | 2e dans l'ordre de succession parenté avec l'héritier, dates | Nom du monarque dates de règne                  |
| -------------------------------------------------------------- | ------------------------------------------------- | ------------------------ | -------------------------------------- | ------------------------------------------------------ | ------------------------- | ------------------------------------------------------------ | ----------------------------------------------- |
|                                                                | Emmanuel-Philibert de Savoie, prince des Asturies | fils                     | 16 novembre 1870 avènement de son père | 11 février 1873 proclamation de la Première République | 2 ans, 2 mois et 26 jours | aucun (16 - 24 novembre 1870)                                | Amédée Ier (16 novembre 1870 - 11 février 1873) |
| Victor-Emmanuel son frère (24 novembre 1870 - 11 février 1873) | Emmanuel-Philibert de Savoie, prince des Asturies | fils                     | 16 novembre 1870 avènement de son père | 11 février 1873 proclamation de la Première République | 2 ans, 2 mois et 26 jours |                                                              | Amédée Ier (16 novembre 1870 - 11 février 1873) |

### Maison capétienne de Bourbon-Anjou (1874-1931, depuis 1947)
| Héritier                                                                   | Héritier                         | Parenté avec le monarque           | Devient héritier                        | Cesse d'être héritier                               | Durée                                       | 2e dans l'ordre de succession parenté avec l'héritier, dates                   | Nom du monarque dates de règne                                         |
| Portrait                                                                   | Nom                              | Parenté avec le monarque           | Devient héritier                        | Cesse d'être héritier                               | Durée                                       | 2e dans l'ordre de succession parenté avec l'héritier, dates                   | Nom du monarque dates de règne                                         |
| -------------------------------------------------------------------------- | -------------------------------- | ---------------------------------- | --------------------------------------- | --------------------------------------------------- | ------------------------------------------- | ------------------------------------------------------------------------------ | ---------------------------------------------------------------------- |
|                                                                            | Isabelle, princesse des Asturies | sœur                               | 29 décembre 1874 avènement de son frère | 11 septembre 1880 naissance de sa nièce             | 5 ans, 8 mois et 13 jours                   | María del Pilar sa sœur (29 décembre 1874 - 5 août 1879)                       | Alphonse XII (29 décembre 1874 - 25 novembre 1885)                     |
| Marie de la Paz sa sœur (5 août 1879 - 11 septembre 1880)                  | Isabelle, princesse des Asturies | sœur                               | 29 décembre 1874 avènement de son frère | 11 septembre 1880 naissance de sa nièce             | 5 ans, 8 mois et 13 jours                   |                                                                                | Alphonse XII (29 décembre 1874 - 25 novembre 1885)                     |
|                                                                            | Mercedes, princesse des Asturies | fille                              | 11 septembre 1880 sa naissance          | 17 mai 1886 naissance de son frère                  | 5 ans, 8 mois et 6 jours                    | Isabelle, comtesse de Girgenti sa tante (11 septembre 1880 - 12 novembre 1882) | Alphonse XII (29 décembre 1874 - 25 novembre 1885)                     |
| Marie-Thérèse sa sœur (12 novembre 1882 - 30 novembre 1901)                | Mercedes, princesse des Asturies | fille                              | 11 septembre 1880 sa naissance          | 17 mai 1886 naissance de son frère                  | 5 ans, 8 mois et 6 jours                    |                                                                                | Alphonse XII (29 décembre 1874 - 25 novembre 1885)                     |
| sœur                                                                       | Mercedes, princesse des Asturies | 17 mai 1886 avènement de son frère | 17 octobre 1904 son décès               | 18 ans et 5 mois                                    | Alphonse XIII (17 mai 1886 - 14 avril 1931) |                                                                                |                                                                        |
| sœur                                                                       | Mercedes, princesse des Asturies | 17 mai 1886 avènement de son frère | 17 octobre 1904 son décès               | 18 ans et 5 mois                                    | Alphonse XIII (17 mai 1886 - 14 avril 1931) | Alphonse de Bourbon-Siciles son fils (30 novembre 1901 - 17 octobre 1904)      |                                                                        |
|                                                                            | Alphonse de Bourbon-Siciles      | neveu                              | 17 octobre 1904 décès de sa mère        | 10 mai 1907 naissance de son cousin                 | Alphonse XIII (17 mai 1886 - 14 avril 1931) | 2 ans, 6 mois et 23 jours                                                      | Ferdinand de Bourbon-Siciles son frère (17 octobre 1904 - 4 août 1905) |
| Isabelle-Alphonsine de Bourbon-Siciles sa sœur (4 août 1905 - 10 mai 1907) | Alphonse de Bourbon-Siciles      | neveu                              | 17 octobre 1904 décès de sa mère        | 10 mai 1907 naissance de son cousin                 | Alphonse XIII (17 mai 1886 - 14 avril 1931) | 2 ans, 6 mois et 23 jours                                                      |                                                                        |
|                                                                            | Alphonse, prince des Asturies    | fils                               | 10 mai 1907 sa naissance                | 14 avril 1931 proclamation de la Seconde République | Alphonse XIII (17 mai 1886 - 14 avril 1931) | 23 ans, 11 mois et 4 jours                                                     | Alphonse de Bourbon-Siciles son cousin (10 mai 1907 - 23 juin 1908)    |
| Jacques son frère (23 juin 1908 - 14 avril 1931)                           | Alphonse, prince des Asturies    | fils                               | 10 mai 1907 sa naissance                | 14 avril 1931 proclamation de la Seconde République | Alphonse XIII (17 mai 1886 - 14 avril 1931) | 23 ans, 11 mois et 4 jours                                                     |                                                                        |

| Héritier                                           | Héritier                                            | Parenté avec le monarque                           | Devient héritier                                   | Cesse d'être héritier                              | Durée                                              | 2e dans l'ordre de succession parenté avec l'héritier, dates         | Nom du monarque dates de règne                    |
| Portrait                                           | Nom                                                 | Parenté avec le monarque                           | Devient héritier                                   | Cesse d'être héritier                              | Durée                                              | 2e dans l'ordre de succession parenté avec l'héritier, dates         | Nom du monarque dates de règne                    |
| -------------------------------------------------- | --------------------------------------------------- | -------------------------------------------------- | -------------------------------------------------- | -------------------------------------------------- | -------------------------------------------------- | -------------------------------------------------------------------- | ------------------------------------------------- |
| Aucun héritier (26 juillet 1947 - 22 juillet 1969) | Aucun héritier (26 juillet 1947 - 22 juillet 1969)  | Aucun héritier (26 juillet 1947 - 22 juillet 1969) | Aucun héritier (26 juillet 1947 - 22 juillet 1969) | Aucun héritier (26 juillet 1947 - 22 juillet 1969) | Aucun héritier (26 juillet 1947 - 22 juillet 1969) | Aucun héritier (26 juillet 1947 - 22 juillet 1969)                   | aucun (26 juillet 1947 - 22 novembre 1975)        |
|                                                    | Juan Carlos, prince d'Espagne futur Juan Carlos Ier | aucune                                             | 22 juillet 1969 désigné héritier                   | 22 novembre 1975 son avènement                     | 6 ans et 4 mois                                    | Felipe son fils                                                      | aucun (26 juillet 1947 - 22 novembre 1975)        |
|                                                    | Felipe, prince des Asturies futur Felipe VI         | fils                                               | 22 novembre 1975 avènement de son père             | 19 juin 2014 son avènement                         | 38 ans, 6 mois et 28 jours                         | Elena, duchesse de Lugo sa sœur (22 novembre 1975 - 31 octobre 2005) | Juan Carlos Ier (22 novembre 1975 - 19 juin 2014) |
| Leonor sa fille (31 octobre 2005 - 19 juin 2014)   | Felipe, prince des Asturies futur Felipe VI         | fils                                               | 22 novembre 1975 avènement de son père             | 19 juin 2014 son avènement                         | 38 ans, 6 mois et 28 jours                         |                                                                      | Juan Carlos Ier (22 novembre 1975 - 19 juin 2014) |
|                                                    | Leonor, princesse des Asturies                      | fille                                              | 19 juin 2014 avènement de son père                 | en fonction                                        | 11 ans et 1 jour                                   | Sofía sa sœur                                                        | Felipe VI (depuis le 19 juin 2014)                |